# 勒瓦勒达泽
勒瓦勒达泽（法語：Le Val-d'Hazey，法語發音：[lə val dazɛ]）是法国厄尔省的一个市镇，属于莱桑德利区。该市镇于2016年由原市镇欧布瓦、圣巴尔布叙加永和维约维莱合并而成。

## 地名
“勒瓦勒达泽”（Le Val-d'Hazey）一名在法语中意为“阿泽河谷”。

## 地理
勒瓦勒达泽（49°10'28"N, 1°20'7"E）面积14.37 平方千米，位于法国诺曼底大区厄尔省，该省份为法国北部内陆省份，北起滨海塞纳省，西接奧恩省和卡爾瓦多斯省，南至厄尔-卢瓦省，东临瓦兹省、瓦兹河谷省和伊夫林省。
与勒瓦勒达泽接壤的市镇（或旧市镇、城区）包括：塞纳河畔库尔塞勒、加永、维莱叙勒鲁勒、方丹贝朗热、三湖镇、圣于连德拉列格。
勒瓦勒达泽的时区为UTC+01:00、UTC+02:00（夏令时）。

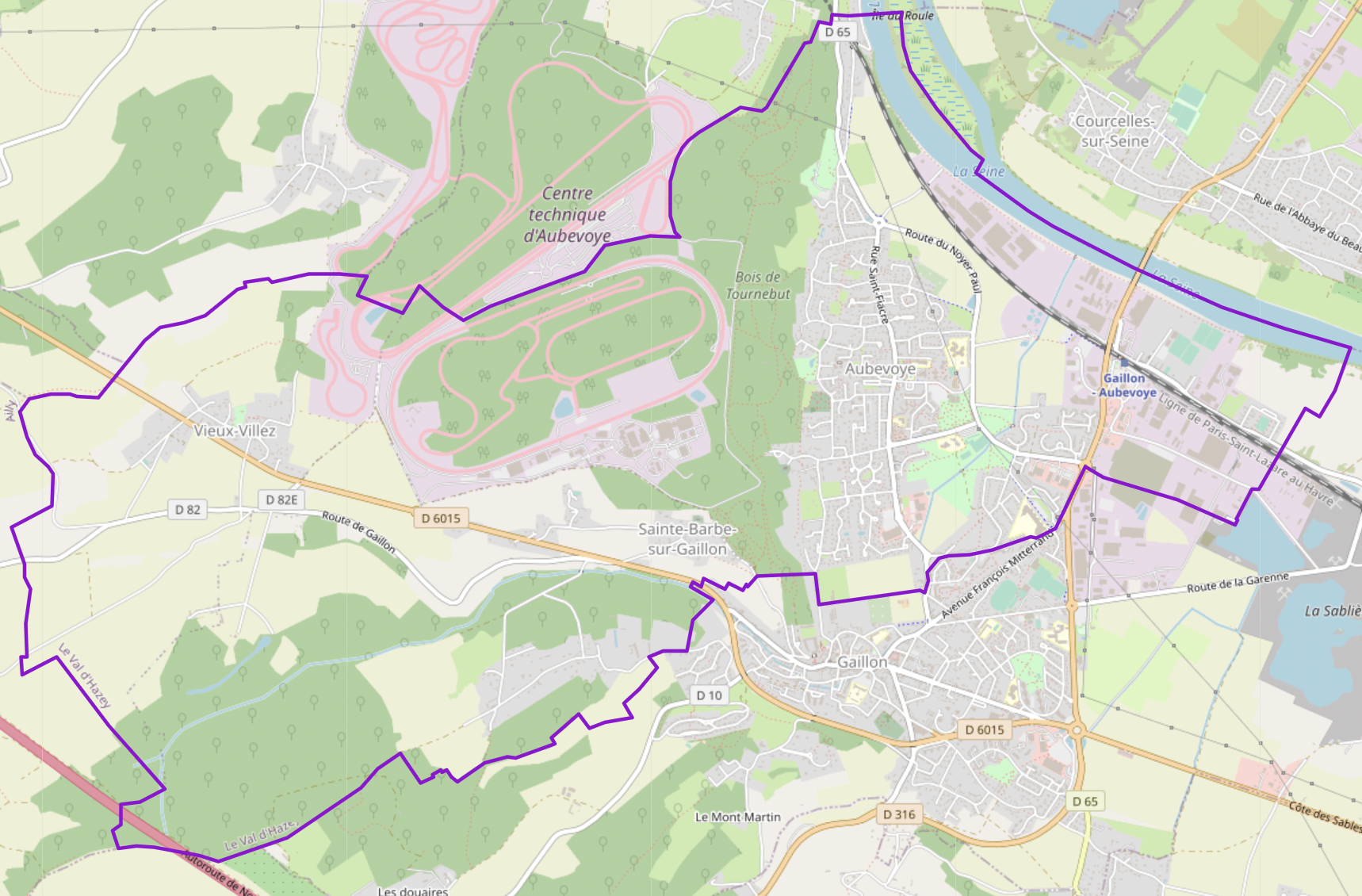
勒瓦勒达泽的OSM定位图

## 行政
勒瓦勒达泽的邮政编码为27940，INSEE市镇编码为27022。

## 政治
勒瓦勒达泽所属的省级选区为加永县。

## 人口
勒瓦勒达泽于2022年1月1日时的人口数量为5156人。